# Murašû
Murašû ist der Name einer vornehmen Händlerfamilie aus Nippur, deren Geschäftstreiben aus der Regierungszeit Artaxerxes I. und Dareios II. bezeugt ist. Die Familie gelangte, nach Ausweis ihres umfangreichen Archivs, vor allem durch landwirtschaftliche Geschäfte, insbesondere Pachtverträge, sowie Kredithandel zu einigem Reichtum. Sie ist insofern mit der babylonischen Familie Egibi vergleichbar.